# Czesław Chmielewski (pułkownik piechoty)
Czesław Chmielewski (ur. 17 kwietnia 1924 w Łucku, zm. 29 kwietnia 2015) – podpułkownik ludowego Wojska Polskiego, twórca i właściciel Muzeum Chwały Oręża Polskiego w Witnicy.

## Życiorys
Czesław Chmielewski od 1943 roku służył w Polskich Siłach Zbrojnych w ZSRR. W tym roku został skierowany do szkoły oficerskiej w Riazaniu, gdzie otrzymał w 1944 roku promocję na podporucznika, po czym został skierowany do 17 pułku piechoty, w którym dowodził plutonem. W czasie forsowania Nysy Łużyckiej 29 kwietnia 1945 roku został ciężko ranny w czasie rozbrajania niemieckiego czołgu, raniony 28 odłamkami. Odnaleziony przez radziecki patrol, został odtransportowany samolotem do Kijowa. W tamtejszym szpitalu przebywał do 20 czerwca 1945 roku.
Po rehabilitacji w Otwocku wrócił do 5 Saskiej Dywizji Piechoty i 20 lipca 1945 roku objął dowództwo strażnicy w Cedyni. Po przekazaniu ochrony granicy jednostkom WOP nadal służył w 5 DP do zdemobilizowania w 1949 roku. Z wojska wyszedł w stopniu kapitana i trafił do Witnicy, gdzie pracował w Państwowym Ośrodku Maszynowym. Od 1974 przybywał na emeryturze.
W 1971 roku z książki Kazimierza Kaczmarka Przez trzy granice (z dziejów 17 pp) (Warszawa, Wydawnictwo MON, I wydanie: 1959, II wydanie: 1967) dowiedział się, że po operacji łużyckiej został uznany za zmarłego i pośmiertnie odznaczony Srebrnym Krzyżem Orderu Wojennego Virtuti Militari. W 1972 roku odwiedził swój grób na cmentarzu wojennym w Zgorzelcu, rok później odebrał insygnia orderu.
Czesław Chmielewski postanowił stworzyć kolekcję wojennych pamiątek i militariów, początkowo była to izba tradycji, oficjalnie otwarta 12 października 1972 roku, następnie prywatne muzeum, które decyzją MON otrzymało miano Muzeum Regionalnego Chwały Oręża Polskiego, obecnie muzeum funkcjonuje pod nazwą Muzeum Chwały Oręża Polskiego w Witnicy.
Został pochowany na cmentarzu komunalnym w Witnicy.

## Ordery i odznaczenia
- Krzyż Srebrny Orderu Wojennego Virtuti Militari
- Krzyż Oficerski Orderu Odrodzenia Polski
- Medal Zwycięstwa i Wolności 1945
- Odznaka Grunwaldzka (1946)
- Złoty Medal „Opiekun Miejsc Pamięci Narodowej”
- Odznaka Honorowa Kustosz Tradycji, Chwały i Sławy Oręża Polskiego[2]
- srebrny medal za zasługi dla ZIW
- odznaka honorowa „Za zasługi w rozwoju województwa gorzowskiego”
- honorowy dyplom Ministerstwa Kultury i Sztuki[1].

Był też laureatem Nagrody Gorzowskiej (1985) i nagrody GTK (1987).